# Концептуальные программы в физике
Концептуальные программы в физике — принятые в физике наиболее общие математические модели. Различные области физики имеют различные программы для моделирования состояний физических систем.

## Классическая механика
Для простого случая одиночной частицы с массой m, движущейся вдоль одного измерения x и действующей на неё силой {\displaystyle F_{i}}, программа классической механики состоит в том, чтобы определить состояние 
{\displaystyle x:\mathbb {R} \to \mathbb {R} } путём решения уравнения второго закона Ньютона,
{\displaystyle m\,x''(t)=\sum _{i}F_{i}},
для {\displaystyle x(t)} задаются начальные условия как для обыкновенного дифференциального уравнения второго порядка, обычно {\displaystyle x(0),x'(0)\in \mathbb {R} }. Если силы консервативные, второй закон Ньютона принимает вид:
{\displaystyle m\,x''(t)=\sum _{i}-{\frac {\mathrm {d} U_{i}(x)}{\mathrm {d} x}}}.
В 3 пространственных измерениях, состояние {\displaystyle \mathbf {x} :\mathbb {R} \to \mathbb {R} ^{3}} определяется путём решения уравнения второго закона Ньютона,
{\displaystyle m\,\mathbf {x} ''(t)=\sum _{i}\mathbf {F} _{i}},
для {\displaystyle \mathbf {x} (t)} с соответствующими начальными условиями, обычно {\displaystyle \mathbf {x} (0),\mathbf {x} '(0)\in \mathbb {R} ^{3}}.  Для системы из N частиц, закон Ньютона применим к каждой частице, ограничивая её общее состояние
{\displaystyle \mathbf {x} :\mathbb {R} \to \mathbb {R} ^{3N}}. 
Точные решения существуют для многих важных систем. Для других систем применяют численные методы.  Например, они были применены к большим системам, включая формирование Солнечной системы и планетарные атмосферы.

### Другие формулировки
В лагранжевой механике для той же системы состояние {\displaystyle \mathbf {q} :\mathbb {R} \to \mathbb {R} ^{3N}} удовлетворяет принципу Гамильтона {\displaystyle {\frac {\delta S}{\delta \mathbf {q} (t)}}=0} где действие функционала определяется как
{\displaystyle S[\mathbf {q} ]\ {\stackrel {\mathrm {def} }{=}}\int _{t_{1}}^{t_{2}}L(\mathbf {q} (t),{\dot {\mathbf {q} }}(t),t)\,\mathrm {d} t}.
В гамильтоновой механике с каноническими координатами {\displaystyle (\mathbf {q} ,\mathbf {p} )} и гамильтоновой функцией {\displaystyle {\mathcal {H}}(\mathbf {q} ,\mathbf {p} ,t)} состояние {\displaystyle \mathbf {q} :\mathbb {R} \to \mathbb {R} ^{3N}} определяется решением
{\displaystyle \mathbf {q} '(t)={\frac {\partial {\mathcal {H}}}{\partial \mathbf {p} }}\quad ,\quad \mathbf {p} '(t)=-{\frac {\partial {\mathcal {H}}}{\partial \mathbf {q} }}\quad ,\quad {\frac {\partial {\mathcal {H}}}{\partial t}}={\frac {\partial {\mathcal {L}}}{\partial t}}}.

## Квантовая механика
Для одной частицы с массой m, двигающейся вдоль оси x, под действием скалярного потенциала{\displaystyle U(x,t)}, программа квантовой механики заключается в определении волновой функции {\displaystyle \psi :\mathbb {R} \to L_{2}(\mathbb {R} ^{1},\mathbb {C} )} где {\displaystyle \psi (x,t)} удовлетворяет уравнению Шрёдингера,
{\displaystyle i\hbar {\frac {\partial }{\partial t}}\psi (x,t)=\left[{\frac {-\hbar ^{2}}{2m}}{\frac {\partial ^{2}}{\partial x^{2}}}+U(x,t)\right]\psi (x,t)}
с учётом конкретных начальных условий, например {\displaystyle \psi (x,0)} в {\displaystyle L_{2}(\mathbb {R} ^{1},\mathbb {C} )}. Здесь, {\displaystyle L_{2}(X,E)} обозначает подпространство L2 или квадратично-интегрируемое подпространство пространства функций {\displaystyle f:X\to E}. В трёх измерениях со скалярным потенциалом {\displaystyle U(\mathbf {x} ,t)} состояние {\displaystyle \psi :\mathbb {R} \to L_{2}(\mathbb {R} ^{3},\mathbb {C} )} удовлетворяет уравнению Шрёдингера,
{\displaystyle i\hbar {\frac {\partial }{\partial t}}\psi (\mathbf {x} ,t)=\left[{\frac {-\hbar ^{2}}{2m}}\nabla ^{2}+U(\mathbf {x} ,t)\right]\psi (\mathbf {x} ,t)}
для соответствующих начальных условий, например {\displaystyle \psi (\mathbf {x} ,0)} в {\displaystyle L_{2}(\mathbb {R} ^{3},\mathbb {C} )}. Строго говоря, пространство физически различных чистых состояний не является вышеупомянутым 
пространством L2  но скорее лучом в проективном гильбертовом пространстве, что следует из теории представлений С*-алгебры. Были найдены точные решения для простых систем, таких как атом водорода, исключая гелий и более сложные атомы, в то время как существуют численные методы и применяются на молекулярном уровне.

### Классический предел
Значения волновой функции координатного пространства выше являются координаты вектора состояния в координатном пространстве собственного базиса, выраженные как {\displaystyle \psi (\mathbf {x} ,t)=\langle \mathbf {x} |\psi (t)\rangle }. Временная эволюция вектора состояния порождается оператором Гамильтона {\displaystyle {\hat {H}}}, приводя к общему уравнению Шрёдингера {\displaystyle i\hbar {\frac {\mathrm {d} }{\mathrm {d} t}}|\psi (t)\rangle ={\hat {H}}|\psi (t)\rangle }, формальным решением которого является унитарный оператор временной эволюции {\displaystyle {\hat {U}}(t)},
{\displaystyle |\psi (t)\rangle ={\hat {U}}(t)|\psi (0)\rangle =e^{-{\frac {i}{\hbar }}{\hat {H}}t}|\psi (0)\rangle }.
Расширение следующей амплитуды перехода даёт интеграл пути, взятый по всем путям {\displaystyle \mathbf {y} :\mathbb {R} \to \mathbb {R} ^{3}} из {\displaystyle \mathbf {y} (t_{1})=\mathbf {x} _{1}} в {\displaystyle \mathbf {y} (t_{2})=\mathbf {x} _{2}},
{\displaystyle \langle \mathbf {x} _{2}|{\hat {U}}(t_{2}-t_{1})|\mathbf {x} _{1}\rangle =\langle \mathbf {x} _{2}|e^{-{\frac {i}{\hbar }}{\hat {H}}(t_{2}-t_{1})}|\mathbf {x} _{1}\rangle =\int _{\mathbf {y} (t_{1})=\mathbf {x_{1}} }^{\mathbf {y} (t_{2})=\mathbf {x} _{2}}e^{{\frac {i}{\hbar }}{\mathcal {S}}[\mathbf {y} ]}\,{\mathcal {D}}\mathbf {y} },
и свёртка это с начальной волновой функцией даёт Лагранжеву формулировку квантовой механики через интегральную формулировку пути,
{\displaystyle \psi (\mathbf {x} _{2},t_{2})=\int _{\mathbf {x} _{1}}\int _{\mathbf {y} (t_{1})=\mathbf {x_{1}} }^{\mathbf {y} (t_{2})=\mathbf {x} _{2}}e^{{\frac {i}{\hbar }}{\mathcal {S}}[\mathbf {y} ]}\,{\mathcal {D}}\mathbf {y} \,\psi (\mathbf {x} _{1},t_{1})\,\mathrm {d} \mathbf {x} _{1}}.
В пределе {\displaystyle \hbar \to 0} (т. е. как {\displaystyle \hbar /mc} становится бесконечно меньше, чем характерная длина рассматриваемой области), относительный вклад пути {\displaystyle \mathbf {y} }, который удовлетворяет классическим уравнениям движения, становится бесконечным, и следовательно {\displaystyle {\hat {U}}(t)} будет транспортировать декогерентный 
волновой пакет, локализованный в {\displaystyle \mathbf {x} _{1}} (напр. {\displaystyle \psi (\mathbf {x} ,t_{1})\approx \delta (\mathbf {x} -\mathbf {x} _{1})}) по своему классическому пути без квантовых эффектов, порождая принцип Гамильтона и программу 
классической механики выше.

## Квантовая теория поля
Для поля в пространственных измерениях d с массой m и значением в V программа из квантовой теории поля в теории можно получить волновой функционал
{\displaystyle \Psi :\mathbb {R} \to L_{2}(\mathbb {R} ^{d}\to V,\mathbb {C} )} который удовлетворяет {\displaystyle i\hbar \partial _{0}\Psi [\phi (\cdot ),t]={\hat {H}}\Psi [\phi (\cdot ),t]} с
{\displaystyle {\hat {H}}=\int \mathrm {d} ^{d}x\left[\partial _{0}{\hat {\phi }}(\mathbf {x} ){\hat {\pi }}(\mathbf {x} )-{\mathcal {L}}[{\hat {\phi }},\mathbf {\partial } {\hat {\phi }}]\right]}
учитывая подходящие начальные условия, гипотетически {\displaystyle \Psi [\phi (\cdot ),0]:L_{2}(\mathbb {R} ^{d}\to V,\mathbb {C} )}. Однако нахождение точного решения превосходит современные математические возможности для всех случаев, кроме распространения свободных частиц. На практике расчёты состоят из определения амплитуды рассеяния с 
помощью пертурбативных аппроксимаций или численного аппроксимирования соответствующих теорий поля на решётке.

### Классический предел
Значения волнового функционала существуют в базисе операторов поля как {\displaystyle \Psi [\phi (\cdot ),t]=\langle \phi (\cdot )|\Psi (t)\rangle }, где состояние удовлетворяет уравнению {\displaystyle i\hbar \partial _{0}|\Psi (t)\rangle ={\hat {H}}|\Psi (t)\rangle }. Расширение формального решения даёт интеграл пути, взятый по каждому пути в поле {\displaystyle \chi :\mathbb {R} \to V^{\mathbb {R} ^{d}}} из {\displaystyle \chi (t_{1})=\phi _{1}} в {\displaystyle \chi (t_{2})=\phi _{2}},
{\displaystyle \langle \phi _{2}|e^{-i{\hat {H}}(t_{2}-t_{1})/\hbar }|\phi _{1}\rangle =\int _{\chi (t_{1})=\phi _{1}}^{\chi (t_{2})=\phi _{2}}e^{{\frac {i}{\hbar }}{\mathcal {S}}[\mathbf {\chi } ]}\,{\mathcal {D}}\mathbf {\chi } }
и свёртка этого с начальным волновым функционалом даёт
{\displaystyle \Psi [\phi _{2},t_{2}]=\int _{\phi _{1}}\int _{\chi (t_{1})=\phi _{1}}^{\chi (t_{2})=\phi _{2}}e^{{\frac {i}{\hbar }}{\mathcal {S}}[\mathbf {\chi } ]}\,{\mathcal {D}}\mathbf {\chi } \,\Psi [\phi _{1},t_{1}]\,{\mathcal {D}}\phi _{1}}.
В пределе {\displaystyle \hbar \to 0} относительный вклад пути поля {\displaystyle \chi }, который удовлетворяет классическим уравнениям движения поля, и ковариантная классическая теория поля восстанавливается.

### Нерелятивистский предел
Каждое свободное квантовое поле {\displaystyle {\hat {\phi }}} может быть разложено с использованием его операторов рождения и уничтожения как
{\displaystyle {\hat {\phi }}(x)={\hat {a}}(x)+{\hat {b}}^{\dagger }(x)=\int {\frac {d^{3}p}{(2\pi )^{3}}}{\frac {1}{\sqrt {2\hbar \omega _{\mathbf {p} }}}}\left\{{\hat {a}}_{\mathbf {p} }e^{-ip\cdot x/\hbar }+{\hat {b}}_{\mathbf {p} }e^{-ip\cdot x/\hbar }\right\}},
где операторы рождения и аннигиляции импульсного пространства интегрируются, чтобы получить операторно-значное распределение {\displaystyle {\hat {a}}(x)} и {\displaystyle {\hat {b}}(x)}, и связь между моментом и энергией даёт
{\displaystyle (\hbar \omega _{\mathbf {p} })^{2}=E^{2}=\left(mc^{2}\right)^{2}+(pc)^{2}}. В нерелятивистском пределе {\displaystyle c\to \infty }, таким образом получаем {\displaystyle \hbar \omega _{\mathbf {p} }\approx E\approx mc^{2}} и фазу {\displaystyle e^{-i\omega _{\mathbf {p} }t}} и измеряемую величину {\displaystyle (2\hbar \omega _{\mathbf {p} })^{-1/2}} множитель, приносящий
{\displaystyle {\hat {a}}(x)\to {\frac {e^{-imc^{2}t/\hbar }}{\sqrt {2mc^{2}}}}{\hat {A}}(x),\quad {\hat {b}}(x)\to {\frac {e^{-imc^{2}t/\hbar }}{\sqrt {2mc^{2}}}}{\hat {B}}(x)}.
Следовательно, лагранжиан поля {\displaystyle L=(\hbar c)^{2}\partial _{a}\phi \partial ^{a}\phi ^{\dagger }-(mc^{2})^{2}\phi \phi ^{\dagger }} сводится к
{\displaystyle L={\hat {A}}^{\dagger }(i\hbar \partial _{t}+{\frac {\hbar ^{2}\nabla ^{2}}{2m}}){\hat {A}}+{\hat {B}}^{\dagger }(i\hbar \partial _{t}+{\frac {\hbar ^{2}\nabla ^{2}}{2m}}){\hat {B}}+{\text{h.c.}}}
поскольку операторы рождения и аннигиляции диссоциируют и ведут себя как два отдельных поля Шрёдингера (представляющих частицу и античастицу), занятые состояния которых каждое независимо подчиняется уравнению Шрёдингера и дают программу квантовой механики частиц выше.

#### Другой способ
Другие способы могут столкнуться с проблемами при определении локализованных состояний частиц в представлении Гейзенберга и нерелятивистском пределе, {\displaystyle e^{imc^{2}t/\hbar }\langle \mathbf {k} |{\hat {\phi }}(x)|0\rangle } (with {\displaystyle |\mathbf {k} \rangle } одночастичное состояние с импульсом {\displaystyle \mathbf {k} }) часто отождествляется с волновой функцией импульсного пространства, но оно не может быть локализовано. При попытке свести релятивистскую квантовую механику к нерелятивистской квантовой механике, хотя гамильтониан {\displaystyle H=(\mathbf {p} ^{2}c^{2}+m^{2}c^{4})^{1/2}} порождает Ньютон-вигнерский пропагатор и определяет скаляр Лоренца {\displaystyle \psi }, к сожалению этот пропагатор не является инвариантом Лоренца.